# Lycaugidia albatus
Lycaugidia albatus är en fjärilsart som beskrevs av Swinhoe 1885. Lycaugidia albatus ingår i släktet Lycaugidia och familjen mätare. Inga underarter finns listade i Catalogue of Life.